# إلبيرت ر. كورتيس
إلبيرت ر. كورتيس (بالإنجليزية: Elbert R. Curtis)‏ هو مبشر أمريكي، ولد في 24 أبريل 1901، وتوفي في 20 مايو 1975.